# Walter Alva
Walter Alva, auch Walter Alva Alva, (* 28. Juni 1951 in Cajamarca, Peru) ist ein peruanischer Archäologe, der durch die Entdeckung des „Herrn von Sipán“ weltbekannt wurde. Weltweit gilt er als ausgewiesener Experte für die Kultur der Moche, die er eingehend studiert hatte.

## Leben und Wirken

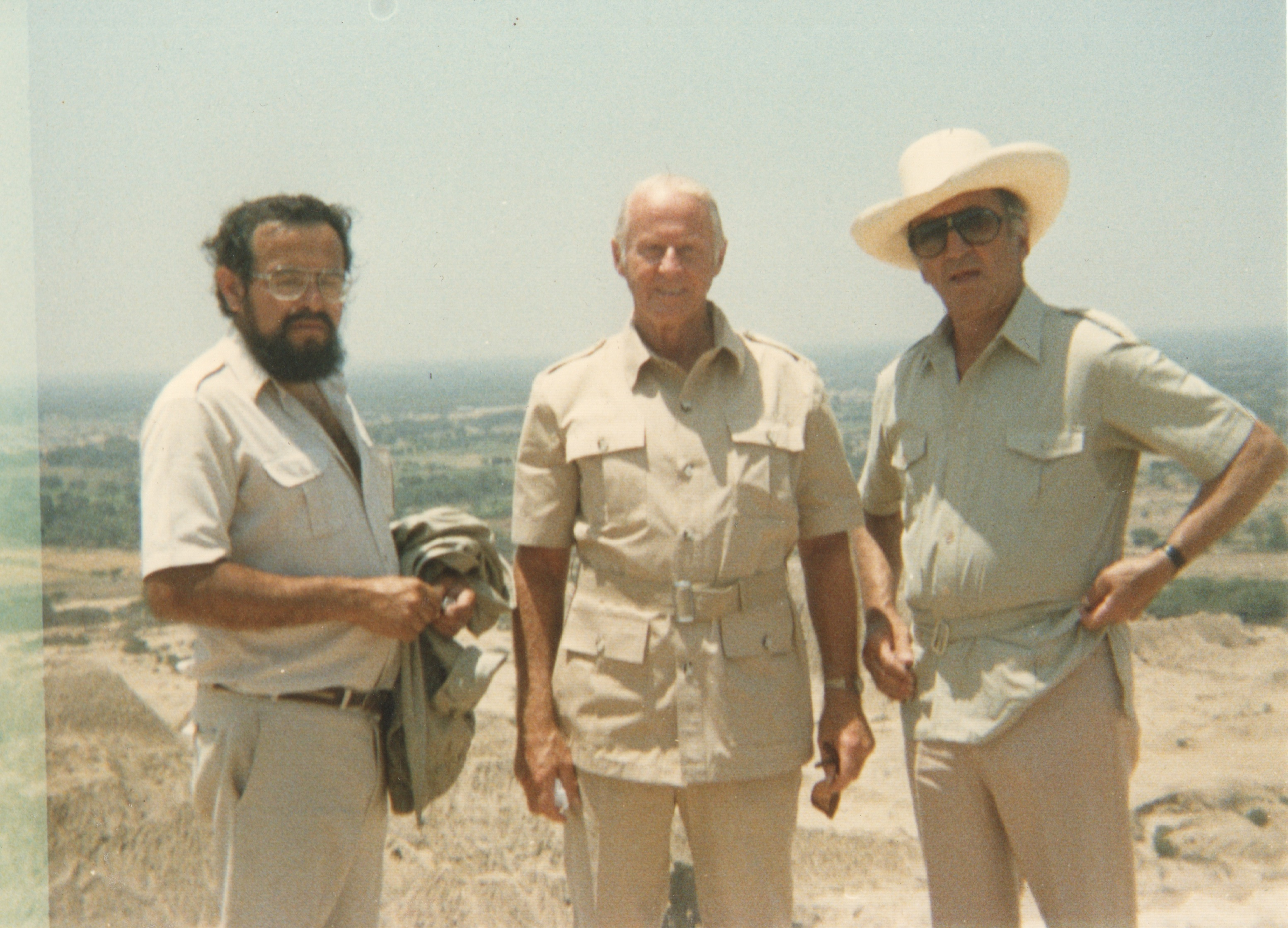
Walter Alva, links, 2014

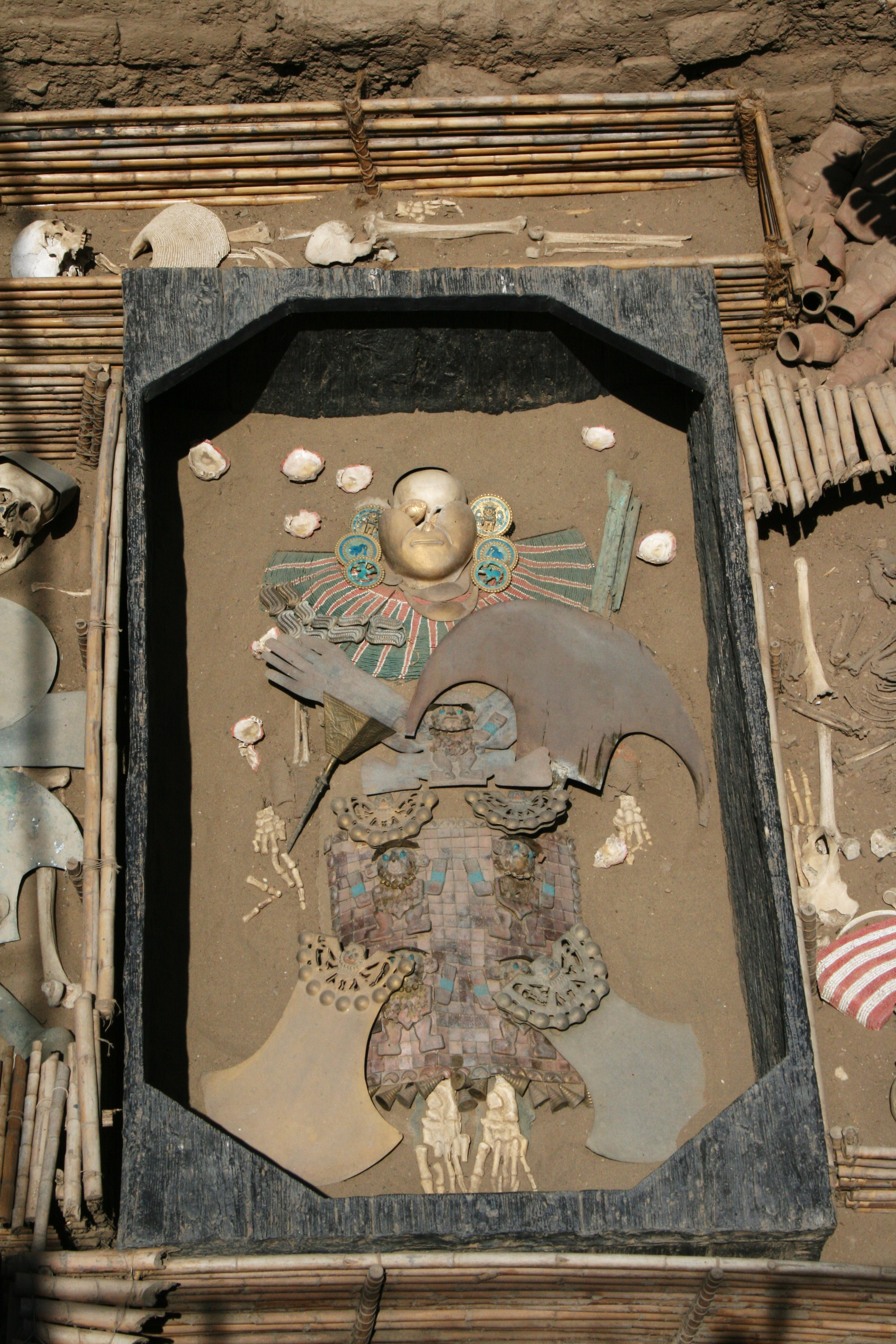
Das Grab des Herrn von Sipán, einer der bedeutenden Funde Walter Alvas

Walter Alva stammt aus der Stadt Cajamarca, die die Hauptstadt der gleichnamigen Region ist, und machte seinen Abschluss in Archäologie.
1987 machte er die Entdeckung, die ihn weltbekannt machte: Er entdeckte das Grab des heute als Señor de Sipán (Herr von Sipán) bezeichneten berühmten Fürsten von Sipán in Huaca Rajada. Diese Entdeckung gehört zu den bedeutendsten archäologischen Funden im 20. Jahrhundert und wird oft mit Howard Carters oder Hiram Binghams Entdeckungen verglichen. Alva sicherte den gefundenen Schatz unter Einsatz seines Lebens, da der Fund auch von Grabräubern entdeckt worden war, die ihm den Fund streitig machen wollten.
2007 entdeckte er in einer weiteren Kampagne erneut ein Grab in Sipán, allerdings einer gesellschaftlich nicht so hochgestellten Persönlichkeit. Diese Expedition wurde durch die Produktionsfirma von Pedro Almodóvar finanziert.
Er ist korrespondierendes Mitglied des Deutschen Archäologischen Instituts, außerdem ist er Ehrendoktor (Dr. h.c.) von sechs Universitäten in Peru. 1990 wurde er mit dem Orden del Sol del Perú ausgezeichnet.
Von 1977 bis 2002 war er Direktor des Museo Arqueológico Nacional Hans Heinrich Brüning (Archäologisches Museum Brüning) in Lambayeque, das zu den bedeutendsten Museen Perus und Lateinamerikas gehört. Seit 2002 ist er Direktor des Museo de Tumbas Reales de Sipán in Lambayeque.
Er ist verheiratet mit Susanna Meneses, sein Sohn, der Archäologe Bruno Alva, arbeitet mit ihm bei den neuerlichen Ausgrabungen zusammen.

## Schriften in deutscher Sprache (Auswahl)
- Frühe Keramik aus dem Jequetepeque-Tal, Nord-Peru. (= Materialien zur allgemeinen und vergleichenden Archäologie. Band 32). Beck, München 1986, ISBN 3-406-31562-3.
- Las Salinas de Chao. Frühe Besiedlung in Nord-Peru. (= Materialien zur allgemeinen und vergleichenden Archäologie. Band 34). Beck, München 1986, ISBN 3-406-31538-0.
- Beiträger zu: Das Fürstengrab von Sipán. Entdeckung und Restaurierung. Römisch-Germanisches Zentralmuseum, Mainz 1989, ISBN 3-88467-022-0. Veröffentlicht aus Anlass der Ausstellung der Botschaft der Bundesrepublik Deutschland im Goethe-Institut zu Lima (Peru), Römisch-Germanisches Zentralmuseum u. a.
- Die Inka und weitere bedeutende Kulturen des Andenraumes. 2000.
- Mitarbeit bei: Gold aus dem alten Peru. Die Königsgräber von Sipán. Hatje Cantz, Ostfildern-Ruit 2001, ISBN 3-7757-0959-2. Ausstellung Gold aus dem Alten Peru. Die Königsgräber von Sipán, vom 15. Dezember 2000 bis zum 29. April 2001 in der Kunst- und Ausstellungshalle der Bundesrepublik Deutschland in Bonn.
- Inkas – das große Volk der Anden. 2002.